# 麦迪逊·科齐安
麦迪逊·泰勒·科齐安（英語：Madison Taylor Kocian，1997年6月15日—），生于德克萨斯州达拉斯，美国女子竞技体操运动员。2016年夏季奧林匹克運動會團體賽金牌得主，並且奪得高低槓銀牌。
科齊安信奉天主教。科齐安早年就被父母送去接受体操训练，五岁时被送到世界奥林匹克体操学院。2015年她从高中毕业。2016年秋，她进入加利福尼亚大学洛杉矶分校，并代表该校的体操队参加国内比赛。